# PROPORTION BODY DRESSING
PROPORTION BODY DRESSING（プロポーションボディドレッシング）は、株式会社サンエー・ビーディーが展開する20から30歳代女性向けのファッションブランドである。
2000年の8月に、大阪の梅田阪急百貨店に1号店の展開を始めた。主に、ファッションビルで展開を行っている。
「上品ブラウス」がプロポーションボディドレッシングの人気アイテムである。
「花柄」は大人めかわいく取り入れるのがプロポーションボディドレッシングの合言葉。
可愛くて上品であり、着回しがしやすくコーディネートしやすいのが特徴である。

## 姉妹ブランド
エディットコロン（EDIT COLOGNE）は、主に20から30歳代女性向けのファッションブランドである。2013年4月に東京の東急東横店に1号店の展開を始めた。